# Marts Peak
Marts Peak är en bergstopp i Antarktis. Den ligger i Västantarktis. Chile gör anspråk på området. Toppen på Marts Peak är 4 551 meter över havet.
Terrängen runt Marts Peak är huvudsakligen bergig, men åt nordost är den kuperad. Trakten är obefolkad. Det finns inga samhällen i närheten. 